# Paul Panhard
Pour les articles homonymes, voir Panhard (homonymie).
Paul Panhard (1er aout 1881 à Versailles - 26 mars 1969 à Neuilly-sur-Seine), fut directeur général de Panhard, de 1915 à 1965.
Il fut aussi pendant longtemps président de la Fédération  des constructeurs automobiles et Président du comité  Salon de l'auto de Paris .

## Biographie
Il est le fils de Napoléon Panhard, frère cadet de René fondateur de la marque automobile du même nom, et le père de Jean Panhard (1913-2014).
Après des études de droit, Paul Panhard intègre en 1904 Panhard & Levassor, l’entreprise de construction automobile de son oncle René. Paul succède à Hippolyte Panhard, fils de René, en 1915. Il reste à la tête de l’entreprise jusqu’en 1965.